# إيرينا لوباتشيفا
إيرينا فكتوروفنا لوباتشيفا (الروسية: Ирина Викторовна Лобачёва) هي راقصة جليد روسية ولدت في يوم 18 فبراير 1973 في موسكو. أبرز إنجازاتها هو فوزها بالميدالية الفضية في دورة الألعاب الأولمبية الشتوية 2002 في سولت ليك. كما فازت بثلاثة ميداليات ذهبية وفضية وبرونزية في بطولات العالم. سبق لها الزواج والطلاق من شريكها إيليا أفيربوخ ولها ولد وبنت منه.